# USS Conner (DD-72)
USS Conner (DD-72) là một tàu khu trục của Hải quân Hoa Kỳ thuộc lớp Caldwell được chế tạo trong giai đoạn Chiến tranh Thế giới thứ nhất. Được cho ngừng hoạt động không lâu sau khi chiến tranh kết thúc, nó được huy động trở lại khi Chiến tranh Thế giới thứ hai nổ ra, và được chuyển cho Hải quân Hoàng gia Anh dưới tên gọi HMS Leeds. Nó đã hoạt động và sống sót cho đến hết chiến tranh trước khi ngừng hoạt động vào năm 1945.

## Thiết kế và chế tạo
Là chiếc tàu chiến đầu tiên của Hải quân Mỹ được đặt tên theo Thiếu tướng Hải quân David Conner (1792–1856), Conner được hạ thủy vào ngày 21 tháng 8 năm 1917 tại xưởng tàu của hãng William Cramp & Sons Ship and Engine Building Company ở Philadelphia, Pennsylvania, được đỡ đầu bởi Cô E. Diederich, và được đưa ra hoạt động vào ngày 12 tháng 1 năm 1918 dưới quyền chỉ huy của Hạm trưởng, Trung tá Hải quân A. G. Howe.

## Lịch sử hoạt động

### Phục vụ cùng Hải quân Hoa Kỳ
Conner khởi hành từ New York vào ngày 12 tháng 5 năm 1918 hộ tống một đoàn tàu vận tải đi đến Azores và Brest, Pháp. Từ Brest, nó hoạt động cùng với Lực lượng Hải quân Viễn chinh Hoa Kỳ, hộ tống các đoàn tàu vận tải đi đến các cảng Anh Quốc và Pháp. Nó thường xuyên được gửi đi trợ giúp tàu bè trông thấy tàu ngầm, và đã hai lần cứu vớt những người sống sót trên biển vào tháng 7 năm 1918. Khi chiến tranh kết thúc, nó thực hiện các chuyến đi thường lệ chuyển thư tín và nhân sự giữa Brest và Plymouth, Anh. Vào ngày 8 tháng 5 năm 1919, nó khởi hành từ Plymouth tham gia vào đoàn tàu hộ tống cho Tổng thống Hoa Kỳ Woodrow Wilson và Bộ trưởng Hải quân Josephus Daniels trên chiếc George Washington trên đường tham dự Hội nghị hòa bình Versailles.
Quay trở về Hoa Kỳ, Conner tham gia các cuộc cơ động hạm đội tại vùng vịnh Narragansett vào mùa Hè năm 1919, rồi đi vào Xưởng hải quân Philadelphia ngày 4 tháng 10 để đại tu. Nó nằm trong lực lượng dự bị tại Norfolk, Virginia cho đến tháng 5 năm 1921, khi nó tham gia một cuộc tập trận hạm đội quy mô lớn với một thành phần thủy thủ đoàn rút gọn. Conner ở lại Newport, Rhode Island hoạt động cùng lực lượng tàu ngầm. Nó neo đậu lại Charleston, South Carolina từ ngày 13 tháng 10 năm 1921 đến ngày 29 tháng 3 năm 1922, trước khi quay trở lại Philadelphia nơi nó được cho ngừng hoạt động vào ngày 21 tháng 6 năm 1922.

### Phục vụ cùng Hải quân Hoàng gia Anh
Conner được cho tái hoạt động trở lại vào ngày 23 tháng 8 năm 1940 và được tái trang bị tại Xưởng hải quân Philadelphia. Trong khuôn khổ Thỏa thuận đổi tàu khu trục lấy căn cứ giữa Anh Quốc và Hoa Kỳ, nó đi đến Halifax, Nova Scotia, và vào ngày 23 tháng 10 năm 1940 được chuyển giao cho phía Anh và phục vụ cùng Hải quân Hoàng gia Anh dưới tên gọi HMS Leeds, dưới quyền chỉ huy của hạm trưởng, Thiếu tá Hải quân W. M. I. Astwood.
Leeds rời Halifax vào ngày 1 tháng 11 năm 1940 để hướng đến Belfast, Bắc Ireland, đến nơi vào ngày 10 tháng 11. Được đặt dưới quyền chỉ huy của Tổng tư lệnh Rosyth, chiếc tàu khu trục làm nhiệm vụ hộ tống các đoàn tàu vận tải tại Bắc Hải đi lại giữa Thames và Firth of Forth, Scotland, nhiều lần đánh trả thành công các cuộc không kích của đối phương. Ngày 20 tháng 4 năm 1942, Leeds đã đi đến trợ giúp cho HMS Cotswold, kéo nó vào Harwich. Nó cũng đối đầu thành công các tàu E-boat Đức tấn công đoàn tàu vận tải của nó trong đêm 24–25 tháng 2 năm 1944. Leeds được đưa về lực lượng dự bị tại Grangemouth ở Firth of Forth vào tháng 4 năm 1945.